# ليونيد كيزيم
ليونيد دينيسوفيتش كيزيم (بالروسية: Кизим Леонид Денисович) ولد في 5 أغسطس 1941 وتوفي في 14 يونيو 2010، كان رائد فضاء سوفيتي.